# Зул (мова)
Зул (також мбармі, барма; англ. zul, mbarmi, barma; самоназва: bi zule) — чадська мова (або діалект), поширена в центральних районах Нігерії. Входить в кластер польчі підгрупи бараве групи південні баучі західночадської мовної гілки. Найближчими для неї є мови барам, польчі і лурі. Чисельність мовців — близько 4000 осіб (2014 року).
Мова зул характеризується багатьма типовими для чадської сім'ї фонологічними і морфологічними ознаками: наявністю фонологічних тонів, як з лексичним, так і з граматичним значенням; поширенням імплозівних, преназалізованих проривних і латеральних фрикативних приголосних; відсутністю граматичної категорії роду; наявністю декількох рядів особових займенників — самостійних і суб'єктних придієслівних (різних для різних видо-часових форм) і т. д. Крім того, в мові Зул спостерігається нехарактерна для чадських мов назалізація голосних, а також відзначені втрата протиставлення за числом в системі імен та відсутність допоміжних дієслів.
Статус ідіома зул як мови не є загальновизнаним: в різних класифікаціях чадських мов зул може розглядатися і як самостійна мова, і як діалект мови польчі. З недавнього часу для мови Зул розробляється писемність на основі латинського алфавіту.